# Herb gminy Sońsk
Herb gminy Sońsk – jeden z symboli gminy Sońsk, ustanowiony 16 czerwca 2018.

## Wygląd i symbolika
Herb przedstawia na tarczy w polu czerwonym na wzgórzu zielonym dwie skrzyżowane szable srebrne o złotych rękojeściach, a powyżej częstokół z wieżą bramną złoty.